# Landgraviat de Thuringe
Pour les articles homonymes, voir Thuringe (homonymie).
1111/1112–1482
Entités précédentes :
- Duché de Saxe

Entités suivantes :
- Landgraviat de Hesse
- Électorat de Saxe

Le landgraviat de Thuringe (en allemand : Landgrafschaft Thüringen) est un ancien État du Saint-Empire romain germanique. Créé vers 1111/1112 sous le règne de l'empereur Henri V, il est attribué à la dynastie des Ludowinges lors de la nomination du landgrave Louis Ier par le roi Lothaire III en 1131. Les landgraves de Thuringe comptèrent parmi les princes les plus puissants de l'Empire, ils devaient cependant se défendre contre la concurrence des archevêques de Mayence (à Erfurt) et de nombreuses familles comtales, telles que les Schwarzbourg, les comtes de Weimar-Orlamünde, la maison d'Henneberg ou la maison Reuss.
La dynastie des landgraves s'éteint avec la mort de Henri le Raspon en 1247, déclenchant la guerre de Succession de Thuringe. À l'issue de 17 ans des combats, la partie orientale de leur territoire, correspondant à l'actuel Land de Thuringe, passa à la maison de Wettin, margraves de Misnie. La niece de Henri le Raspon, Sophie de Thuringe, réussit à assurer les possessions du landgraviat de Hesse à l'Ouest pour son fils Henri. Sous le règne des Wettin, la Thuringe a été graduellement intégrée dans les domaines de la marche de Misnie et de l'électorat de Saxe. 
À la mort du dernier landgrave Guillaume II en 1482, l'État autonome a pris fin. Trois ans plus tard, par l'accord de Leipzig, les pays des Wettin étaient répartis entre la branche ernestine et la branche albertine de la maison. Par la division d'Erfurt, le 6 novembre 1572, les duchés ernestins de Saxe-Weimar et de Saxe-Cobourg-Eisenach sont nés.

## Histoire

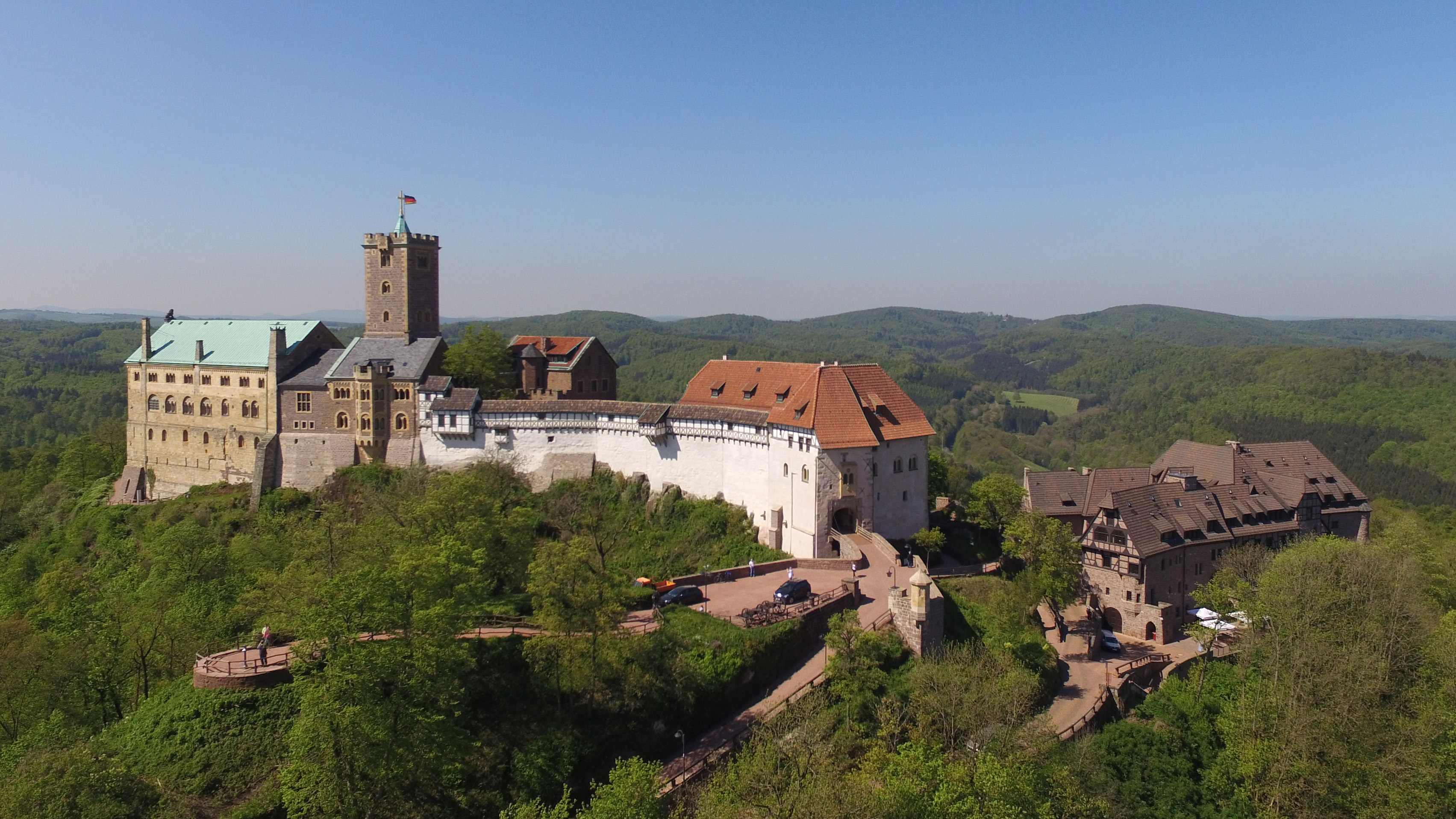
Le château de la Wartbourg.

La famille franconienne des Ludowinges, descendants de Louis le Barbu, ont reçu de nombreux biens dans le pays de Thuringe depuis les années 1030, des mains de l'empereur Conrad II le Salique et de son fils Henri III. Les domaines de Louis, déjà comte en Thuringe, s'étendaient de Friedrichroda au pied nord de la forêt de Thuringe jusqu'aux montagnes du Harz. Selon la légende, son fils Louis le Sauteur († 1123) fit construire le château de la Wartbourg près d'Eisenach. Les Ludowinges, ennemis acharnés de la dynastie franconienne pendant la querelle des Investitures, entretenaient également d'étroites relations avec les archevêques de Mayence, propriétaires de la cité d'Erfurt. 
Néanmoins, le premier seigneur de Thuringe fut Hermann Ier de Winzenbourg, comte de Vornbach (Formbach) en Bavière, un ancien envoyé de l'empereur Henri V auprès de la Curie romaine. Il a reçu le fief de Thuringe nouvellement créé par une scission avec le duché de Saxe. Ayant été proscrit pour le meurtre d'un vassal saxon du roi Lothaire III par la décision des princes du 18 août 1130, son fief avec le titre de landgrave passa à Louis Ier, le fils de Louis le Sauteur. En même temps, le comte Conrad de Wettin s'est vu confirmé en tant que seigneur de la marche de Misnie à l'est.
Louis Ier était marié à Edwige de Gudensberg, la fille héritière du comte Gison IV († 1123), dont la veuve s'est mariée à Henri Raspe, le frère cadet de Louis Ier. De ce fait, l'ensemble du patrimoine franconien de la lignée des Gison et une grande partie de celui des Bilstein reviennent aux Ludowinges et c'est dans ce contexte que ces derniers imposent leur suprématie dans le nord et le centre de la Hesse.
Un confident de l'empereur Lothaire III, Louis Ier après la mort de ce dernier en 1137 passe au côté des Hohenstaufen en conflit accru avec la maison Welf. Son fils Louis II s'est marié à Judith, une demi-sœur de l'empereur Frédéric Barberousse.
À la suite de l'extinction des comtes (landgraves) de Thuringe en 1247, avec la mort d'Henri le Raspon, et à l'issue de la guerre de Succession de Thuringe (1247-1264), la partie occidentale devint indépendante sous le nom de Landgraviat de Hesse. Le reste de la Thuringe revint aux margraves de Misnie, de la maison de Wettin, et fut ainsi le noyau de l'électorat de Saxe, qui devint en 1806 le royaume de Saxe.